# Miroslavka
Miroslavka je potok v Jihomoravském kraji protékající okresy Znojmo a Brno-venkov, pravý přítok Olbramovického potoka. Spolu s ním napájí Novoveský rybník; jejich společné povodí má plochu 135,4 km².

## Průběh toku
Pramení na severozápadním okraji města Miroslav, v nadmořské výšce 280 m. Teče zprvu na jihovýchod, protéká celou Miroslaví a níže poblíž Suchohrdel u Miroslavi napájí malý Miroslavský rybník. V Damnicích se stáčí na východ a protéká Jiřicemi u Miroslavi a Troskotovicemi. Za Dolním troskotovickým rybníkem se nakrátko obrací na sever a ve Vlasaticích se stéká s Olbramovickým potokem.
Ačkoliv je Miroslavka v místě soutoku podstatně delší a má i větší povodí, výsledný tok přebírá jméno Olbramovický potok, zřejmě z důvodu směru toku. Ten se záhy vlévá do rozsáhlého Novoveského rybníka, jehož výtok hned pod hrází ústí u Nové Vsi do Mlýnského náhonu, který níže napájí rybník Vrkoč a nakonec ústí do řeky Jihlavy.